# 鉄コン筋クリート
『鉄コン筋クリート』（てっコンきんクリート）は、『ビッグコミックスピリッツ』（小学館）に連載された松本大洋による漫画、またそれを元にした劇場アニメ（2006年12月23日公開）。
1993年から1994年にかけて連載された。全33話。松本大洋の出世作であり、代表作とも言われる。タイトルの由来は作者の松本が幼少期、どうしても「鉄筋コンクリート」を「鉄コン筋クリート」としか言えなかったことによる。アメリカでのタイトルは『TEKKON KINKREET BLACK & WHITE』。またこの言葉は、松本の誕生時期の1960年代中期の園山俊二の作品中で、人が落下物にぶつかったとき発する声のギャグとして使われていた言葉（テッコンキンクリート。のち松本の幼時にアニメにも登場）でもある。2015年12月時点で累計販売部数は100万部を突破している。

## あらすじ
義理人情とヤクザが蔓延る町・宝町。そこに住む＜ネコ＞と呼ばれる少年・クロとシロは、驚異的な身体能力で街の中を飛び回ることが出来た。そんなある日、開発という名の地上げでヤクザ、3人組の殺し屋、蛇という名の男性が現れる。更に、実態不明の“子供の城”建設プロジェクトが立ち上げられる事になり、町は不穏な空気に包まれる。

## 登場人物
クロ
シロと共にホームレス同然の暮らしをしており、廃車の中で寝起きしている。カツアゲやスリ、強盗などの犯罪を生活手段として暮らしている。驚異的な身体能力を持っており、町中を“とぶ”。ケンカは相当強い。右目に傷痕がある。
宝町で調子に乗る人間とシロを傷つける人間は誰であろうと許さない。シロを守ることが自分の存在意義と信じ込んでいる。シロの身の回りの世話は、ほとんどクロがする。しかし、実際はクロがシロに依存していた。
ある日から蛇の手下に狙われるようになり、住んでいた車にも帰れなくなる。シロが腕時計などを諦められなかったため、一人で車に取りに行った際に、シロが手下に刺されて入院。その間、シロは藤村たちに無理矢理保護された。回復し、シロの身の安全を考え、シロにわざと見放す発言をした。シロと離れてからクロの精神バランスも崩れ、荒れた生活を送る。
シロ
クロ同様“とぶ”ことができる。ケンカは主にクロの手助けをするサポーターに近い。
時計を好み、襲った相手から時計を奪い両腕に何本もつけている。変わった帽子と腕時計をたくさん持っている。右目に泣きボクロがある。
純粋で正直な性格。ワガママで泣き虫。誰にでも愛想良く、すぐに懐く。絵を描くのが大好き。小学校へ行きたがっている。パンツをクロに履かせてもらったり、公衆電話で1日の報告をする遊びをしたり、「もちもーち（もしもし）」と話したり、逃げた際にガラクタ同然の持ち物を諦めることを拒んだり、一人遊びをしたりと言動は幼稚園児と変わらない。予知能力のようなものを持っている不思議な子供。
藤村に無理矢理保護されてクロと引き離され、沢田に面倒を見てもらっていたが、次第に精神バランスを崩していく。
鈴木
通称「ネズミ」。その筋の者の間で恐れられているヤクザ。以前に藤村に執拗に追い回されたことに嫌気が差し、一度は宝町を出て行ったが戻ってくる。
宝町に強い愛着を持ち、町の開発に反発する。占いを信じ、毎週必ず占いの本を買っている。ヤクザらしくないやる気がない男に見えるが、人の心理を読むのは上手く、自分の行く先や未来も読めているが、気付かぬふりをしている。
「青い春」にも高校生の木村をスカウトするヤクザで登場している。
木村
鈴木も所属する「大精神会」の舎弟頭。
高校時代、中途半端な不良だったところを鈴木に拾われ、シノギを教わる。短編集『青い春』にてそのあらすじが描かれている。
鈴木を尊敬し、慕っている。しかし鈴木を裏切り、妊娠中の女と逃走を図る。
藤村
宝署に勤務するベテラン刑事。宝町を憎みながらも、愛している。学生時代に柔道の全国大会で３位に入る経歴の持ち主。左耳に傷がある。硬派な性格で、鈴木や沢田とストリップ劇場へ行った際に頬を赤くしていた。
鈴木とは昔からの犬猿の仲であり、鈴木が宝町を出るきっかけを作った。
クロとシロを疎ましく思う反面で、親の様に心配もしている。
沢田
藤村と同様、宝署に勤務している若手刑事。東京大学卒業という経歴を持つ。拳銃使用が目的で警察に就職した。不感症。シロが保護された際は世話係になった。最初はイヤイヤだったが、次第に懐くシロを可愛がる。シロが泣いて暴れた際には心配し、抱きしめていた。
源六
「じっちゃ」と呼ばれている隻眼のホームレス。クロとシロにとっては親代わりの存在。多彩な知識でクロとシロをやさしく見守る。大の酒好き。クロの行動に厳しいアドバイスをする。シロの能力に気付いている。
チョコラ
青森県出身のチンピラ。宝町を仕切っていると自負しているが、筋者相手に立ち回る根性は全く無い。シロの事を可愛がっている。冷凍ミカンが大好物で、少年時代によく腹をこわしていた。揉め事の末に宝町へ迎えに来た母と共に列車で去る。
蛇
謎の組織に所属し、沢山の子分を従え、「子どもの城」宝町支店を取り仕切る。目的のためには手段を選ばない非道な性格。日本人ではない様子。喫煙者。カラオケの次に、同じことを何度も繰り返す（あるいは言い直す）のが大嫌い。木村と交流があり、鈴木を殺すよう命じる。
なお、『ピンポン』の第32話、第34話、第36話にて藤堂大学の卓球部員としてカメオ出演している。
朝夜兄弟
豊町で幅を利かせていた餓鬼の兄弟。宝町を手に入れようとクロとシロに勝負を仕掛ける。
イタチ
伝説の餓鬼。普段は牛の頭蓋骨の仮面を被っている。闇の力を持ち、強大な相手であっても一瞬で片付けてしまう。シロのことを「偽りの魂、偽善の代表者」と形容している。正体はクロが創り上げた幻覚でもう1人のクロ。

## サブタイトル
一巻
1. 第1話、レッツ・ゴー2匹の巻
2. 第2話、良い子への道!!の巻
3. 第3話、猫と鼠と犬と街の巻
4. 第4話、夜の散歩にゃ気をつけろの巻
5. 第5話、わんぱくでもいいのか!?たくましく育っていくのか!?の巻
6. 第6話、道徳の時間の巻
7. 第7話、シロが泣くの巻
8. 第8話、血の街+男の子+星の夜の巻
9. 第9話、クロガトブの巻
10. 第10話、ださださ木村マンの巻
11. 第11話、宝町ワルツの巻

二巻
1. 第12話、ネコふんじゃったの巻
2. 第13話、牛乳飲んで骨を鍛えるのだ!の巻
3. 第14話、対人関係にやや難有りの巻
4. 第15話、ネズミがチューの巻
5. 第16話、NO．3の巻
6. 第17話、嘆きのボインの巻
7. 第18話、シロガトブの巻
8. 第19話、シロ隊員待機せずの巻
9. 第20話、僕らはみんな生きている？の巻
10. 第21話、鼓動･調和･迷走･残像･友情･回帰の巻
11. 第22話、クロが泣くの巻

三巻
1. 第23話、地獄変の巻
2. 第24話、しろいろの巻
3. 第25話、ネズミオヤジの観察記の巻
4. 第26話、クロイロの巻
5. 第27話、餓鬼の目に水見えずの巻
6. 第28話、人呼んでイタチの巻
7. 第29話、正しい死体つくり方の巻
8. 第30話、注)良い子は絶対に真似しないでくださいの巻
9. 第31話、まっくろけの巻
10. 第32話、僕たち男の子だぜベイビーの巻
11. 最終話、続･レッツゴー2匹の巻

## 書誌情報

### 単行本
- 松本大洋 『鉄コン筋クリート』 小学館〈ビッグコミックススペシャル〉、全3巻
  1. 1994年2月7日発売[2]、ISBN 4-09-184731-5
  2. 1994年4月4日発売[3]、ISBN 4-09-184732-3
  3. 1994年5月30日発売[4]、ISBN 4-09-184733-1

### 文庫版
- 松本大洋 『鉄コン筋クリート』 小学館〈小学館文庫〉、全3巻
  1. 2013年2月7日発売[5]、ISBN 978-4-09-196251-5
  2. 2013年4月4日発売[6]、ISBN 978-4-09-196252-2
  3. 2013年5月30日発売[7]、ISBN 978-4-09-196253-9

## アニメ映画
第80回アカデミー賞長編アニメーション映画賞部門ノミネート候補12作品の中に入った。アメリカではR指定を受けている。

### キャスト
- クロ・イタチ：二宮和也(嵐)
- シロ：蒼井優
- 木村：伊勢谷友介
- 沢田：宮藤官九郎
- ネズミ（鈴木）：田中泯
- じっちゃ：納谷六朗
- 藤村：西村知道
- 組長：麦人
- チョコラ：大森南朋
- バニラ：岡田義徳
- 小僧：森三中（黒沢宗子・村上知子・大島美幸）
- アサ：玉木有紀子
- ヨル：山口眞弓
- 阿久津：浅井晴美
- 安田：今泉厚
- 五島：ブライアン・バートン＝ルイス
- チンピラ：奈良徹
- アパッチ3：水谷俊介
- アパッチ4：吹上タツヒロ
- 鈴木の子分1：中島ヒロト
- 鈴木の子分2：柴田博
- 子供の城係員：米岡誠一
- 大田：松丸裕二
- カップル男：古家正亨
- 駅のアナウンス：松下俊也
- 蛇：本木雅弘
- 宝町の皆さん：伊藤麻衣、千葉優輝、金子正之、峰岸由香里、堀江一眞、井上麻里奈、富樫由梨子、阿澄佳奈、山田友理子、山田絵美子、鎌形英一、鳥羽洋典、小川容子、本間久美子、小野幹雄、竹内文恵、関谷奈美、大久保陵平、藤森匠、田中栄子、マイケル・アリアス、阿部音音、阿部恋、片淵秋、川勝真知子、小林治

### スタッフ
- 監督：マイケル・アリアス
- 演出：安藤裕章
- 脚本：Anthony Weintraub
- 総作画監督・キャラクターデザイン：西見祥示郎
- 美術監督：木村真二
- CGI監督：坂本拓馬
- 作画監督：浦谷千恵
- 作画監督・車両デザイン：久保まさひこ
- 色彩設計：伊東美由樹
- 動画監督：梶谷睦子
- 録音・整音:浅倉務
- 音楽： Plaid
- サウンドデザイン：Mitch Osias
- 編集：武宮むつみ
- アニメーション制作：STUDIO 4℃
- 配給：アスミック・エース
- 製作：「鉄コン筋クリート」製作委員会（アニプレックス、アスミック・エース、小学館、Beyond C、電通、TOKYO MX）

### 主題歌
｢或る街の群青｣
歌/演奏：ASIAN KUNG-FU GENERATION
レーベル：Ki/oon Records
作詞/作曲：後藤正文
編曲：ASIAN KUNG-FU GENERATION

### 受賞歴
- ARTFORUM誌(MoMA)2006年度最優秀作品「Best Film」選出（日本映画史上初）
- 第61回毎日映画コンクール 大藤信郎賞
- 第31回日本アカデミー賞最優秀アニメーション作品賞[8][9]
- 第80回アカデミー賞アカデミー長編アニメ映画賞（ノミネート最終候補選出）
- 第57回ベルリン国際映画祭generation14+部門（ノミネート）
- 第57回ベルリン国際映画祭新人監督賞部門（ノミネート）
- 第26回国際アニメーション映画祭Anima2008 長編アニメーション部門グランプリ
- 第40回シッチェス・カタロニア国際映画祭アニメーション部門特別賞
- 2007年モントリオール・ファンタジア映画祭 最優秀アニメーション賞
- 2008年ボローニャフューチャーフィルム映画祭 ランシアプラチナ大賞 審査員特別賞
- 2007年ドーヴィル・アジア映画祭 Panorama Selection
- 2008年アメリカ音響効果監督組合賞 Best Sound Editing in Feature Film: Animated ノミネート
- 第7回日本映画テレビ技術協会映像技術賞、アニメ・劇映画部門

## 舞台

### 1995年版
劇団黒テント第37回公演として『鉄コン筋クリート 宝町ダンス』のタイトルで1995年4月21日から30日まで本多劇場にて上演された。演出を佐藤信、台本を大岡淳、串田杢弥、佐藤信、手塚とおるが担当した。

### 2018年版
2018年11月18日から11月25日まで天王洲 銀河劇場で全12公演上演された。演出は松崎史也、脚本は畑雅文。主催は製作委員会方式による2018舞台「鉄コン筋クリート」製作委員会、問い合わせ先はネルケプランニング。
キャスト（2018年版）
| - クロ：若月佑美（当時乃木坂46） - シロ：三戸なつめ - 蛇：谷口賢志 - 組長：我善導 - チョコラ：船木政秀 - バニラ：橘輝 - 福助：加藤靖久 - 虎：新田健太 | - 藤村：コング桑田 - 沢田：玉置玲央 - 安達：山下征志 - 大田：書川勇輝 - 朱美：新原美波 - 朝：齋藤久美子 - 夜：木原実優 - 源六：花王おさむ - 木村：窪塚俊介 - 鈴木：中西良太 |